# کاستییو د بایوئلا
کاستییو د بایوئلا (به اسپانیایی: Castillo de Bayuela) یک شهرستان در اسپانیا است که در استان تولدو واقع شده‌است.

## خصوصیات
کاستییو د بایوئلا ۳۷ کیلومترمربع مساحت و ۱٬۰۵۴ نفر جمعیت دارد و ۵۶۳ متر بالاتر از سطح دریا واقع شده‌است.